# Azithromycin
Azithromycin là một kháng sinh hữu ích trong điều trị một số bệnh nhiễm khuẩn. Các bệnh này có thể kể đến như nhiễm trùng tai giữa, viêm họng, viêm phổi, bệnh tiêu chảy của người du hành và một số bệnh nhiễm trùng đường ruột khác. Chúng cũng có thể được sử dụng cho một số bệnh lây truyền qua đường tình dục bao gồm nhiễm chlamydia và lậu. Khi kết hợp với các loại thuốc khác, nó cũng có thể được sử dụng cho bệnh sốt rét. Kháng sinh này có thể được đưa vào cơ thể qua đường miệng hoặc tiêm vào tĩnh mạch với một liều mỗi ngày.
Các tác dụng phụ thường gặp của thuốc bao gồm buồn nôn, nôn mửa, tiêu chảy và đau bụng. Dị ứng hoặc một loại tiêu chảy gây ra bởi Clostridium difficile là cũng có thể xảy ra. Không có tác hại nào được ghi nhận khi sử dụng thuốc trong giai đoạn mang thai. Sự an toàn của Azithromycin trong thời gian cho con bú chưa được xác nhận, nhưng nó có thể an toàn. Azithromycin là một azalide, một loại kháng sinh nhóm macrolid. Nó hoạt động bằng cách giảm sinh tổng hợp protein, do đó ngăn chặn sự phát triển của vi khuẩn.
Azithromycin được phát hiện lần đầu tiên vào năm 1980. Nó nằm trong danh sách các loại thuốc thiết yếu của Tổ chức Y tế Thế giới, tức là các loại thuốc hiệu quả và an toàn nhất cũng như cần thiết trong một hệ thống y tế. Nó có sẵn dưới dạng thuốc gốc và được bán dưới nhiều tên thương mại trên toàn thế giới. Chi phí bán buôn ở các nước đang phát triển là khoảng 0,18 USD đến 2,98 USD/liều. Tại Hoa Kỳ, khoảng US $ 4 là giá cho một đợt điều trị vào năm 2018.